# Черевко Олександр Володимирович
Олекса́ндр Володи́мирович Черевко́ (нар. 6 квітня 1959, с. Водяники Звенигородського району Черкаської області) – український фінансист, вчений, громадсько-політичний діяч, доктор економічних наук, професор, заслужений економіст України. Голова Черкаської обласної державної адміністрації (2005 – 2010), ректор Черкаського національного університету імені Богдана Хмельницького. Дійсний член (академік) Української академії геополітики та геостратегії (2025).

## Освіта, службова кар'єра, громадська діяльність
Після завершення навчання в місцевій восьмирічці в 1974 р. вступив до Черкаського фінансового технікуму, який закінчив у 1977 р., здобувши фах фінансиста. За направленням працював економістом Резінського відділення Будбанку СРСР (Молдавська РСР). У 1977 – 1979 рр. проходив строкову військову службу, а після її завершення обіймав посади економіста, уповноваженого Будбанку СРСР в м. Резіно. Від 1982 р. – керуючий Резінського відділення Будбанку (Промбудбанку). У 1980 – 1985 рр. здобув вищу освіту на заочному відділенні економічного факультету Кишинівського державного університету. У 1988 – 1991 рр. обіймав посаду керуючого Резінського відділення Агропромбанку СРСР.
Від 1991 р. – очільник Золотоніського відділення Агропромбанку «Україна» (Черкаська обл.)., а в 1996 – 2004 рр. – начальник управління Національного банку України в Черкаській області. На громадських засадах виконував обов’язки радника Прем’єр-міністра України (2000 – 2001 рр.), а в 2002 – 2004 рр. – помічника-консультанта народного депутата України В. А. Ющенка. У 1998, 2002, 2006 та 2010 рр. обирався депутатом Черкаської обласної ради.
Починаючи з 2001 р. викладав (за сумісництвом) цикл фінансово-економічних дисциплін у Київській філії Львівського банківського інституту (інституту банківської справи) НБУ.
У 2004 – 2005 рр. був керівником Черкаського регіонального виборчого штабу кандидата на пост Президента України В. А. Ющенка. Указом Президента України 4 лютого 2005 р. призначений на посаду голови Черкаської обласної державної адміністрації і обіймав цю посаду до 13 березня 2010 р. За губернаторської каденції О. В. Черевка Черкащина постійно займала лідируючі позиції в соціально-економічному розвитку. За темпами економічного зростання той період був визнаний найуспішнішим за всі роки незалежності. Задля використання унікальних туристичних резервів Шевченкового краю, збереження та пропаганди його матеріальної й духовної спадщини було започатковано унікальний проект «Золота підкова Черкащини».
На позачергових парламентських виборах 30 вересня 2007 р. був обраний до найвищого законодавчого органу за списками блоку «Наша Україна – Народна Самооборона», але від депутатського мандата відмовився й продовжував свою діяльність, як голова Черкаської ОДА.
Упродовж 2007 – 2008 рр. О. В. Черевко був членом Ради Національної безпеки і оборони України. Державний службовець 1-го рангу.
У 2010 – 2011 рр. перебував на посаді професора Інституту магістерської та післядипломної освіти Університету банківської справи НБУ, а в 2011 – 2014 рр. був головою Спостережної ради ПАТ «Банк «Київська Русь».
Наказом Міністра освіти і науки України у липні 2014 р. призначений виконувачем обов’язки ректора Черкаського національного університету ім. Б. Хмельницького. У квітні 2015 р. в результаті прямих виборів обраний ректором названого університету. Як очільник ЧНУ, забезпечив відкриття кафедри військової підготовки, започаткував роботу Центру міжнародної освіти, де здійснюється підготовка студентів країн Азії та Африки, ініціював відкриття щонайменше 15 нових спеціальностей, сприяє суттєвому зміцненню матеріально-технічної та навчально-методичної бази університету. В період ректорської каденції О. В. Черевка значно зросли рейтингові показники ЧНУ ім. Б. Хмельницького в університетських спільнотах України та Євразії.
Викладав економічні дисципліни на кафедрі менеджменту й економічної безпеки, а нині є професором кафедри державної служби, публічного адміністрування та політології (за сумісництвом).
Очолює раду ректорів та директорів закладів вищої освіти Черкаської області та є головою відокремленого підрозділу Спортивної студентської спілки України в Черкаській області. Упродовж багатьох років постійно виступає в теле- та радіоефірі, друкованих засобах інформації, організовує проведення культурно-просвітницьких заходів регіонального рівня. Генерал-полковник Українського козацтва. Член єпархіальної ради ПЦУ Черкаської єпархії.

## Наукові досягнення
У 2004 р. захистив дисертацію на здобуття наукового ступеня кандидата економічних наук, її тема – «Механізми зниження рівня тіньової економічної діяльності (на прикладі підприємств та організацій Черкаської області)», через 3 роки присвоєно вчене звання доцента. У 2007 р. здобув науковий ступінь доктора економічних наук, захистивши дисертацію на тему «Стратегія соціально-економічного розвитку регіонів України». Його науковими наставниками стали академіки НАН України М. І. Долішній та Б. М. Данилишин. У 2015 р. присвоєно вчене звання професора.
До кола наукових зацікавлень професора О. В. Черевка належать проблеми детінізації економіки, перспективи якісної трансформації банківського сектора, стратегічні орієнтири регіонального розвитку, управління економічною безпекою на макро- і макрорівнях, раціональна організація систем фінансової, кадрової, інформаційної інтерфейсної безпеки суб’єктів господарської діяльності. Останніми роками він звернувся й до питань реалізації антикризової державної політики в умовах ризиків, технології реалізації адміністративних реформ стрижневими країнами світу.
За результатами дослідницької роботи О. В. Черевка опубліковано близько 170 праць, з них 12 окремих видань (монографій, навчальних посібників, науково-популярних видань). Серед них виділяються монографії «Детінізація економіки», «Стратегія соціально-економічного розвитку регіонів України», «Теорії, технології та особливості реалізації адміністративних реформ у стрижневих країнах світу», «Реалізація антикризової державної політикистрижневими країнами світу в умовах ризиків», навчальний посібник «Євроінтеграція, міжнародне публічне управління та безпека» (3 останні – у співавт.).
Автор численних статей у фахових виданнях України, а також у закордонних журналах, які індексуються в науковометричних базах даних. За науковим редагуванням О. В. Черевка побачило світ понад 100 видань.
Ініціював започаткування роботи нових наукових шкіл при університеті. Під його безпосереднім керівництвом науковцями навчально-наукового інституту економіки і права виконується комплексне науково-прикладне дослідження «Інноваційні підходи до державного регулювання фінансової безпеки України».
Забезпечив створення та очолив роботу спеціалізованої Вченої ради при ЧНУ Д73.053.05 із захисту кандидатських і докторських дисертацій з трьох затребуваних економічних спеціальностей. Виступив науковим керівником 5-ти здобувачів наукового ступеня кандидата економічних наук.

## Нагороди

### Ордени
- «За заслуги» 3-го ступеня (2009)
- Святого Рівноапостольного князя Володимира Великого 2-го та 3-го ступенів (2001, 2005)
- князя Костянтина Острозького (2009)
- орден Святого Архістратига Михаїла (2008)
- орден Святого Миколи Чудотворця (2007)
- орден Івана Богуна (2008)
- орден Св. Юрія Переможця (2008)
- орден Св. Андрія Первозванного (2009)
- «Честь. Віра. Слава» (2014)
- Петра Сагайдачного (2015)

### Медалі, відзнаки, нагрудні знаки
- «2000-ліття Різдва Христового» (2002)
- «Гвардія революції» (2005)
- Срібний козацький хрест (2006)
- Відмінник освіти України (2006)
- «Степан Бандера» (2009)
- «Діамантовий хрест» (2009)
- «350 років Конотопської битви» (2009)
- «360 років утворення Української козацької держави на честь ювілею та відтворення резиденції Богдана Хмельницького в м. Чигирин» (2009)
- Почесна відзнака Національного банку України (2005)
- «365 років утворення Української козацької держави на честь ювілею та проголошення м. Чигирин столицею Української держави» (2014)
- «За відродження козацької держави України» (2014)
- «За високий професіоналізм» (2015)
- «За розбудову України» (2007)
- «Будівничий України» (2008)
- «За відвагу в надзвичайних ситуаціях» (2009)
- «Знак Пошани» (2009)
- «За сприяння Збройним Силам України» (2009)
- «За заслуги перед Черкащиною» (2017)
- «Холодний Яр» (2016)
- «За відданість справі» (2016)
- «Лицар Вітчизни» (2016)
- «Холодний Яр» (2019)
- «Гордість Черкащини» (2019)

### Почесні звання, грамоти
- Почесний громадянин м. Золотоноша (2005)
- Заслужений економіст України (2006)
- «Людина року» в номінації «Регіональний лідер року» (2006)
- Почесний громадянин с. Суботів (2008)
- Почесний громадянин с. Водяники (2009)
- Почесна грамота НСЖУ (2007)
- Почесна грамота Кабінету Міністрів України (2009)
- Почесна грамота Верховної ради України (2009)
- Почесна грамота Центральної виборчої комісії України (2006)
- «Кращий освітянин року» (2016, 2017, 2018)
- Почесна грамота Верховної ради України (2019)
- Почесний краєзнавець України (2019)

## Основні праці

### Монографії та посібники
1. Розробка і реалізація регіональних програм сприяння розвиткові малого підприємництва: метод. рек. — Львів: ІРД НАНУ, 2002. — 15 с.
2. Принципи формування і механізми реалізації фінансової політики приватизованих підприємств : колект. монографія / Ін-т регіональнихдослідж. НАН України ; авт. кол.: О. В. Черевко [та ін.] ; за наук.ред. М. А. Козоріз. – Львів : ЛБІ НБУ, 2004. – 520 с.
3. Детінізація економіки (аналіз, оцінка та механізм зниження рівня тіньової економіки). — Київ: Видав.дім «Корпорація», 2004. — 94 с.
4. Син Грузії та України / О. В. Черевко, В. М. Трохименко, Ф. Ф. Білецький [та ін.] ; уклад.: М. А. Костецький, Д. О. Бурдакова. — Черкаси: Вертикаль, 2005. — 136 с.
5. Стратегія соціально-економічного розвитку регіонівУкраїни: монографія. — Черкаси: Брама Україна, 2006. — 424 с.
6. Водяники 650 / авт. кол.: О. Черевко (кер. авт. кол.), А. Чабан, М. Бабак, Г. Діхтяренко [та ін.]. – Черкаси ;Київ : [б. в.], 2009. – 143 с. : фото.
7. Євроінтеграція, міжнародне публічне управління та безпека : [навч. посіб.] / В. І. Шарий, О. В. Черевко, В. М. Мойсієнко, Л. Я. Самойленко ; ЧНУ ім. Б. Хмельницького. – Черкаси : Чабаненко Ю. А., 2017. – 278 с.
8. Реалізація антикризової державної політики стрижневими країнами світу в умовах ризиків : монографія / В. І. Шарий, О. В. Черевко, В. М. Мойсієнко [та ін.] ; Черкаський нац. ун-т ім. Б. Хмельницького. – Черкаси : Чабаненко Ю. А., 2017. – 300 с.
9. Шарий В. І. Теорії, технології та особливості реалізації адміністративних реформ у стрижневих країнах світу: монографія / В. І. Шарий, О. В. Черевко, В. М. Мойсієнко ; Черкаський нац. ун-т ім. Б. Хмельницького. — Черкаси: Чабаненко Ю. А., 2017. — 316 с.
10. Економіка і врядування: метод. реком. до вивчення дисципліни для слухачів денної та заочної форм навчання спеціальності 281 «Публічне управління та адміністрування» освітнього ступеня «магістр» / О. В. Черевко, В. І. Шарий ; М-во освіти і науки України, Черкаський нац. ун-т ім. Б. Хмельницького. — Черкаси: ЧНУ ім. Б. Хмельницького, 2018. — 38 с.
11. Економічнабезпекадержави : навч.-метод. посіб. / З. Б. Живко, О. В. Черевко, М. І. Копитко [та ін.]. –Черкаси : Чабаненко Ю. А., 2019. – 240 с.
12. Організація та управління системою економічної безпеки підприємства : навч.-метод. посіб. / З. Б. Живко, О. В. Черевко, Н. В. Зачосова [та ін.] ; за ред. З. Б. Живко. –Черкаси : Чабаненко Ю. А., 2019. – 120 с.

### Вибрані статті
1. Мотиваційні механізми зниження тіньової діяльності у сфері підприємництва // Соціально-економічні дослідження в перехіднийперіод. Фінансова політика приватизованих підприємств і механізми її реалізації: зб. наук. пр. / НАН України, Ін-т регіональнихдослідж. НАН Україн ; редкол.: відп. ред. акад. НАН України М. І. Долішній [та ін.]. — Львів, 2003. — Вип. 4 (XLII). — С. 289—298.
2. Концептуальні підходи до моделювання процесу управління комплексним соціально-економічним розвитком регіону // Збірник наукових праць Черкаського державного технологічного університету. Серія: Економічні науки. — Черкаси, 2004. — Вип. 12. — С. 156—163.
3. Перспективи розвитку нормативно-правової бази детінізації економіки України // Соціально-економічні дослідження в перехідний період: [зб. наук. пр.] / НАН України, Ін-т регіональних дослідж. НАН України ; редкол.: відп. ред. акад. НАН України М. І. Долішній [та ін.]. — Львів, 2004. — Вип. 1 (XLV). — С. 54–60.
4. Романів Є. М. Механізми запобігання розвиткові тіньової економічної діяльності у сфері фінансово-грошових відносин / Є. М. Романів, О. В. Черевко // Вісник НБУ. — 2004. — № 3. — С. 20–23.
5. Стратегічні засади типізації регіонів України на основі оцінки рівня їх соціально-економічного розвитку // Збірник наукових праць Черкаського державного технологічного університету. Серія: Економічні науки. — Черкаси, 2005. — Вип. 14. — С. 79–82.
6. Аналіз інвестиційних ризиків — передумова комплексного соціально-економічного розвитку регіону // Коммунальное хозяйство городов: научно-техн. сб. Серия: Экономические науки. — Киев, 2006. — Вып. 73. — С. 10–17.
7. Використання системи випереджаючого прогнозування розвитку регіонів України // збірник наукових праць Кіровоградського національного технологічного університету. — Кіровоград, 2006. — Вип.10, ч. 2. — С. 303—306.
8. Імперативи формування системи стратегічного планування соціально-економічного розвитку регіону // ВісникПолтав-ського національного технічного університету «Економіка і регіон». — Полтава, 2006. — Вип. 3 (10). — С. 36–41.
9. Методологічні аспекти моделювання програмної реалізації конкурентної стратегії соціально-економічного розвитку регіону // Конкуренція: Вісник антимонопольного комітету України. — 2006. — № 4 (23). — С. 31–38.
10. Пріоритетні напрями комплексного соціально-економічного розвитку Черкаського регіону // Теорія і практика сучасної економіки: матеріали VII Міжнародної наук.-практ. конф. — Черкаси, 2006. — С. 60–66.
11. Соціально-економічні тенденції розвитку регіонів України // Збірник наукових праць Вінницького державного аграрного університету. — Вінниця, 2006. — Вип. 30. — С. 176—184.
12. Стратегічні напрями комплексного соціально-економічного розвитку регіону // Формування ринкових відносин в Україні: зб. наук. пр. — Київ, 2006. — № 9(64). — С. 104—108.
13. Дослідження стану соціально-економічного розвитку регіонів // Збірник наукових праць за матеріалами Всеукраїнської науково-практичної конференції «Пріоритети економічного розвитку України: історія та сьогодення». — Вінниця, 2007. — С. 95–101.
14. Комплексний аналіз стратегічних передумов соціально-економічного розвитку регіонів України // Науковий вісник Ужгородського університету: [зб. наук. ст.]. Серія Економіка / М-во освіти і науки України, Ужгородський нац. ун-т; редкол.: В. П. Мікловда (голов.ред.) [та ін.]. — Ужгород, 2007. — Спец. вип. 22, ч. 1. — С. 40–44.
15. Оцінка ефективного функціонування та інвестиційної привабливості регіональних кластерних систем // Збірник наукових працьЧеркаського державного технологічного університету. Серія: Економічні науки. — Черкаси, 2012. — Вип. 31, ч. 2, т. 3. — С. 3–9.
16. Забезпечення режиму комерційної таємниці всередині підприємства [Електронний ресурс] // Ефективна економіка. — 2013. — № 11. — Режим доступу: http://www.economy.nayka.com.ua/?op=1&z=3307 [Архівовано 20 березня 2022 у Wayback Machine.].
17. Модель управління ризиком під час здійснення кредитного моніторингу [Електронний ресурс] // Ефективна економіка. — 2013. — № 9. — Режим доступу: http://www.economy.nayka.com.ua/?op=1&z=3305 [Архівовано 22 березня 2022 у Wayback Machine.].
18. Оцінка ризиків легалізації через здійснення кредитних операцій [Електронний ресурс] // Ефективна економіка. — 2013. — № 10 — Режим доступу: http://www.economy.nayka.com.ua/op=8&w=О.+В.+Черевко.
19. Принципи управління фінансовою безпекою підприємства [Електронний ресурс] // Ефективнаекономіка. — 2013. — № 4 — Режим доступу: http://www.economy.nayka.com.ua/op=1&z=3303.
20. Рейдерство як одна з серйозних загроз економічній безпеці підприємства [Електронний ресурс] // Ефективна економіка. — 2013. — № 12. — Режим доступу: http://www.economy.nayka.com.ua/?op=1&z=3308 [Архівовано 23 січня 2022 у Wayback Machine.].
21. Стратегічне управління фінансово-економічною безпекою підприємства Електронний ресурс // Ефективна економіка. — 2013. — № 2. — Режим доступу] [Архівовано 4 березня 2021 у Wayback Machine.].
22. Балансові методи оцінки інвестиційної діяльності підприємств регіону // Облік, контроль і аналіз в управлінні підприємницькою діяльністю: тези доп. ХІМіжнар. науково-практ. конф. (м. Черкаси, 10–11 квіт. 2014 р.). — Черкаси, 2014. — С. 158—159.
23. Богдан Хмельницький — будівничий Української козацької держави // Восьмі Богданівські читання: матеріали Всеукр. наук. конф. з нагоди 419-річчя від дня народж. гетьмана Богдана Хмельницького. — Черкаси, 2014. — С. 8–11.
24. Вдосконалення методології моніторингу ризиків легалізації доходів у банківській системі // Стратегічні пріоритети детінізації економіки України у системі економічної безпеки: макро- та мікровимір: кол. монографія / М-во освіти і науки України, ЧНУ ім. Б. Хмельницького. — Черкаси, 2014. — С. 8–26.
25. Наслідки Першої світової війни: «українська проекція» // Проблеми історії України ХІХ — початку ХХ ст. : зб. наук. пр. — Київ, 2014. — Вип. 23 : Перша світова війна й Україна (до 100-річчя початку Великої війни). — С. 60–65.
26. Основні підходи до типологізації тіньового сектора // Вісник Черкаського університету. Серія Економічні науки. — 2014. — Випуск № 33 (326). — С. 95–100.
27. Пріорітети регіональної політики соціально-економічного розвитку // Збірник наукових праць Черкаського державного технологічного університету. Серія: Економічні науки. — Черкаси, 2014. — Вип. 36, ч. 3. — С. 147—154.
28. Системний підхід до моніторингу ризиків легалізації доходів здобутих злочинним шляхом у банківській системі України // Вісник Черкаського університету. Серія Економічні науки. — 2014. — Вип. 12 (305). — С. 133—138.
29. Горячківська І. В. Сучасний стан інформаційної безпеки: проблеми захисту комп'ютерної інформації / І. В. Горячківська, О. В. Коваль, О. В. Черевко // Концептуальні засади економічного і правового забезпечення безпеки держави в умовах євроінтеграції: матеріали Міжнар. науково-практ. конф., Одеса-Черкаси, 28 –29 квіт. 2015 р. — Одеса, 2015. — С. 149—154.
30. Основні етапи оцінки ризику легалізації доходів клієнта банківськими установами // Перспективи управлінської діяльності суб'єктів господарювання в контексті економічної безпеки: зб. тез доп. учасників ІІІ Міжнар. науково-практ. конф., Черкаси, 27–28 берез. 2015 р. — Черкаси, 2015. — С. 121—124.
31. Напрями організації економічної безпеки на підприємстві // Перспективи управлінської діяльності суб'єктів господарювання в контексті економічної безпеки: зб. тез доп. учасників 35-ї Міжнар. науково-практ. конф., Черкаси, 27 –28 берез. 2015 р. — Черкаси, 2015. — С. 45–48.
32. Черевко О. В. Науково-методичні підходи до організації систем економічної безпеки будівельних підприємств / О. В. Черевко, І. П. Мігус, В. М. Андрієнко // Управління системою економічної безпеки суб'єктів господарювання: обліково-аналітичне забезпечення: кол. монографія / МОН України, Київський нац. екон. ун-т ім. В. Гетьмана, ЧНУ ім. Б. Хмельницького; за ред.: О. В. Черевка, Л. В. Гнилицької, І. П. Мігус. — Черкаси, 2015. — С. 8–32.
33. Університет, спрямований у майбутнє // Вища школа. — 2016. — № 4. — С. 7–16.
34. Адаптивна ефективність держави в умовах реформ // Пріоритети публічного управління в Україні: європейський досвід і вітчизняна практика: зб. матеріалівВсеукр. наук.-практ. конф., 30 трав. 2017 р. / МОН України, ЧНУ ім. Б. Хмельницького [та ін.]; редкол.: О. В. Черевко (голова), В. І. Шарий, В. М. Мойсієнко [та ін.]. — Черкаси, 2017. — № 1. — С. 4–8.
35. Інформаційно-аналітичне забезпечення економічної безпеки ВНЗ / О. В. Черевко // Соціально-політичні, економічні та гуманітарні виміри європейської інтеграції України: зб. наук. пр. V Міжнар. наук.-практ. конф., 7–9 черв. 2017 р. / МОН України, Київський нац. торговельно-економ. ун-т, Вінницький торговельно-економ. ін.-т КНТЕУ [та ін.] ; редкол.: Н. Л. Замкова (голова) [та ін.]. — Вінниця, 2017. — Ч. 1. — С. 240—252.
36. Науково-методичні підходи до оцінки ефективності інвестиційної діяльності регіонів України // Вісник Черкаського університету. Серія Економічні науки. — 2017. — № 2, ч. 2. — С. 91–96.
37. Реалізація ідей гуманної педагогіки Олександра Захаренка в досвіді авторської «Школи над Россю» // Вісник Черкаського університету. СеріяПедагогічні науки. — 2017. — № 1. — С. 4–10.
38. Проблема впливу тіньової економіки на рівень економічної безпеки держави // European Journal of Economic sand Management. — 2018. — Volume 4, Issue 3. — Р. 5–12.
39. Сучасні підходи до формування механізмів контролю та моніторингу стану економічної безпеки фі-нансових установ та фінансової безпеки держави / О. В. Черевко, Н. В. Зачосова // Український аспект забезпечення фінансової безпеки України: кол. монографія / за ред. О. В. Черевка. — Черкаси, 2018. — С. 8–20.
40. Правове регулювання публічної служби в провідних країнах світу / О. В. Черевко // Пріоритети антикризового публічногоуправління в Україні: європейський досвід і вітчизняна практика: зб. матеріалів Всеукр. наук.-практ. конф. Вип. 2 / редкол.: О. В. Черевко (голова) [та ін.]. –Черкаси: Чабаненко Ю. А., 2018. –С.3–9.

## Джерело
- Черкащина : енциклопедія / упоряд. В. Жадько. — К., 2010. — С. 931.
- Черевко О. В. : біобібліограф. покаж. / уклад. Г. М. Голиш; авт. вст. сл. В. А. Ющенко. – Черкаси, 2019. – 134 с.